# Jonas Hunziker
Jonas Hunziker (ur. 15 maja 1994 w Brienzwiler) – szwajcarski narciarz dowolny, specjalizujący się w slopestyle'u i halfpipe'ie. W  2015 roku wystartował na mistrzostwach świata w Kreischbergu, gdzie zajął piąte miejsce w slopestyle'u. Najlepsze wyniki w Pucharze Świata osiągnął w sezonie 2015/2016, kiedy to zajął 34. miejsce w klasyfikacji generalnej, a w klasyfikacji slopestyle'u był ósmy. W 2018 roku wystartował na igrzyskach olimpijskich w Pjongczangu, gdzie zajął dziesiąte miejsce.
Jego starszy brat, Cyrill, również uprawiał narciarstwo dowolne.

## Osiągnięcia

### Igrzyska olimpijskie
| Miejsce | Dzień     | Rok  | Miejscowość | Konkurencja | Zwycięzca      |
| ------- | --------- | ---- | ----------- | ----------- | -------------- |
| 10.     | 18 lutego | 2018 | Pjongczang  | Slopestyle  | Øystein Bråten |

### Mistrzostwa świata
| Miejsce | Dzień       | Rok  | Miejscowość | Konkurencja | Zwycięzca       |
| ------- | ----------- | ---- | ----------- | ----------- | --------------- |
| 9.      | 3 lutego    | 2011 | Deer Valley | Slopestyle  | Alex Schlopy    |
| 20.     | 9 marca     | 2013 | Voss        | Slopestyle  | Thomas Wallisch |
| 5.      | 21 stycznia | 2015 | Kreischberg | Slopestyle  | Fabian Bösch    |
| 16.     | 2 lutego    | 2019 | Park City   | Big Air     | Fabian Bösch    |
| 8.      | 6 lutego    | 2019 | Park City   | Slopestyle  | James Woods     |

### Puchar Świata

#### Miejsca w klasyfikacji generalnej
- sezon 2010/2011: 100.
- sezon 2011/2012: 199.
- sezon 2012/2013: 65.
- sezon 2013/2014: 56.
- sezon 2014/2015: 94.
- sezon 2015/2016: 34.
- sezon 2016/2017: 76.
- sezon 2017/2018: 47.

#### Miejsca na podium w zawodach
1. Ushuaia – 7 września 2012 (Slopestyle) – 3. miejsce
2. Boston – 12 lutego 2016 (Big Air) – 3. miejsce